# Filth (album của Swans)
Filth là album phòng thu đầu tay của ban nhạc rock người Mỹ Swans. Nó được phát hành năm 1983 qua hãng đĩa Neutral, theo sau EP đầu tay cùng tên của nhóm.

## Bối cảnh
Trong Filth, chỉ có hát chính/trưởng nhóm Michael Gira và tay trống Jonathan Kane còn sót lại từ đội hình chính của ban nhạc. Filth là album đầu tiên với phong cách ồn ào mà những tác phẩm thời kỳ đầu của Swans thường được biết tới. Những âm thanh mới này một phần là do một đội hình mới với hai hay trống (Roli Mosimann và Jonathan Kane). Nó cũng đánh dấu sự xuất hiện lần đầu tiên của tay guitar Norman Westberg, người sẽ là thành viên lâu dài của ban nhạc.

## Lịch sử phát hành
CD và băng audio 1990, phát hành dưới tên Filth (L.P.#1, E.P.#1) 1982/83, có 4 track từ EP đầu tay của Swans dưới dạng track đi kèm. Thứ tự hai track trên mỗi mặt Swans EP bị đảo ngược trong ấn bản này. Danh sách 9 bài hát trong ấn bản vinyl tái phát hành cùng năm cũng bị đảo ngược.
CD đôi tái phát hành, Filth/Body to Body, Job to Job, được phát hành năm 2000 qua hãng Young God Records của Gira. Gộp chung với đĩa B-side Body to Body, Job to Job, lần phát hành này, Filth chứa một bản thâu trực tiếp từ The Kitchen tại Thành phố New York.
Filth được tái phát hành dưới định dạng CD, vinyl và tải kỹ thuật số vào ngày 28 tháng 10 năm 2014.

## Tiếp nhận đánh giá
| Đánh giá chuyên môn | Đánh giá chuyên môn |
| Nguồn đánh giá      | Nguồn đánh giá      |
| Nguồn               | Đánh giá            |
| ------------------- | ------------------- |
| AllMusic            | [ 3 ]               |
| Robert Christgau    | B+                  |
| Punknews            | [ 4 ]               |
| Pitchfork           | (8.1/10)            |

Trong bài đánh giá của The Village Voice, nhà phê bình âm nhạc Robert Christgau nghĩa rằng album "fun" và mô tả âm nhạc trong album là "no wave với năm năm luyện tập, quá lộn xộn cho sự thần bí và quá vui vẻ cho tự sát." Ned Raggett của AllMusic viết, "Swans thời đầu thực sự rất ít giống bất kỳ thứ gì trên hành tinh cả trước đó và sau này." Punknews ghi nhận "đẳng cấp kinh hãi sự tàn bạo mãnh liệt".
Phiên bản giới hãng của nó cũng nhận những bài đánh giá tích cực từ các trang web như Pitchfork.

## Danh sách bài hát
Tất cả lời bài hát được viết bởi Michael Gira; tất cả nhạc phẩm được soạn bởi Swans (Gira, Jonathan Kane, Roli Mosimann, Norman Westberg, Harry Crosby).
| Mặt A | Mặt A             | Mặt A      |
| STT   | Nhan đề           | Thời lượng |
| ----- | ----------------- | ---------- |
| 1.    | "Stay Here"       | 5:44       |
| 2.    | "Big Strong Boss" | 3:07       |
| 3.    | "Blackout"        | 3:49       |
| 4.    | "Power for Power" | 6:03       |

| Mặt B | Mặt B         | Mặt B      |
| STT   | Nhan đề       | Thời lượng |
| ----- | ------------- | ---------- |
| 1.    | "Freak"       | 1:15       |
| 2.    | "Right Wrong" | 4:48       |
| 3.    | "Thank You"   | 3:56       |
| 4.    | "Weakling"    | 5:30       |
| 5.    | "Gang"        | 3:20       |

| Track đi kèm trong CD 1990 (Filth (L.P.#1, E.P.#1) 1982/83) | Track đi kèm trong CD 1990 (Filth (L.P.#1, E.P.#1) 1982/83) | Track đi kèm trong CD 1990 (Filth (L.P.#1, E.P.#1) 1982/83) |
| STT                                                         | Nhan đề                                                     | Thời lượng                                                  |
| ----------------------------------------------------------- | ----------------------------------------------------------- | ----------------------------------------------------------- |
| 1.                                                          | "Speak"                                                     | 4:31                                                        |
| 2.                                                          | "Laugh"                                                     | 4:06                                                        |
| 3.                                                          | "Sensitive Skin"                                            | 6:16                                                        |
| 4.                                                          | "Take Advantage"                                            | 4:29                                                        |

## Thành phần tham gia

### Swans
- Michael Gira – guitar bass, hát, tape
- Jonathan Kane – trống, bộ gõ
- Roli Mosimann – trống, bộ gõ, tapes
- Norman Westberg – guitar
- Harry Crosby – guitar bass

### Khác
- Sonda Andersson – "mechanicals"
- Mike Berry – kỹ thuật